# 보라 토도로비치

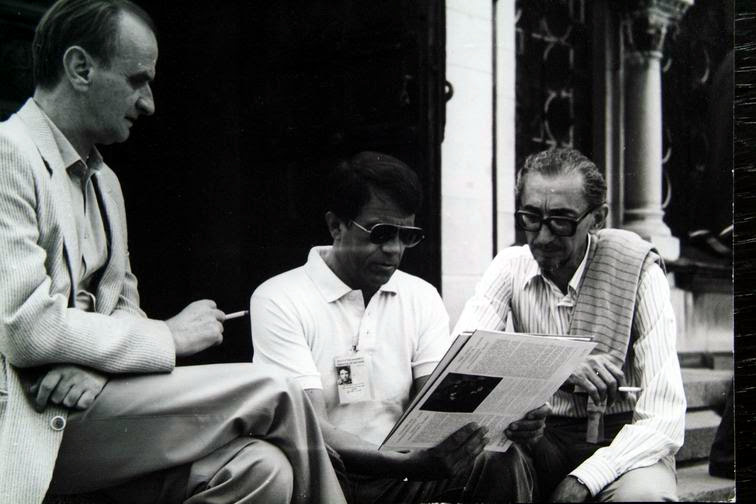
1982년의 토도로비치(중앙)

보라 토도로비치(세르비아어: Бора Тодоровић, Bora Todorović)로 잘 알려진 보리보예 토도로비치(세르비아어: Боривоје Тодоровић, Borivoje Todorović, 1930년 11월 5일~2014년 7월 7일)는 세르비아의 배우이다.
베오그라드에서 태어났으며 베오그라드에서 사망하였다. 사인은 뇌졸중이다.

## 출연 작품

### 영화
- 세인트 조지 슈츠 더 드래곤 (2009년)
- 언더그라운드 (1995년) - 골럽 역
- 집시의 시간 (1989년) - 아메드 역
- 대만식 카드놀이 (1985년)
- 겨울의 해변 (1976년)